# The Turning (film)
Pour les articles homonymes, voir The Turning.
Pour plus de détails, voir Fiche technique et Distribution.
The Turning ou Le tour d'écrou au Québec est un film d'horreur américain réalisé par Floria Sigismondi, sorti en 2020.
Il s'agit de l'adaptation de la nouvelle Le Tour d'écrou de Henry James publiée pour la première fois en 1898.

## Synopsis
Kate Mandell est engagée comme gouvernante de deux orphelins, Miles et Flora. La jeune femme est rapidement convaincue que le manoir dans lequel ils vivent est hanté. Elle découvre rapidement que les enfants et la maison ont des secrets obscurs et que les choses ne sont pas ce qu'elles semblent être.

## Fiche technique
Sauf indication contraire, les informations mentionnées dans cette section peuvent être confirmées par les bases de données cinématographiques IMDb et Allociné,  présentes dans la section « Liens externes ».
- Titre original et français : The Turning
- Titre québécois : Le tour d'écrou[1]
- Réalisation : Floria Sigismondi
- Scénario : Carey W. Hayes et Chad Hayes, d'après la nouvelle Le Tour d'écrou de Henry James
- Musique : Nathan Barr
- Direction artistique : Nigel Pollock
- Décors : Paki Smith
- Costumes : Leonie Prendergast
- Photographie : David Ungaro
- Son : David Esparza, Robert Flanagan, Scott Millan
- Montage : Duwayne Dunham et Glenn Garland
- Production : Scott Bernstein et Roy Lee
  - Production exécutive (Irlande) : Jo Homewood et Adrian Kelly
  - Production déléguée : Seth William Meier et John Powers Middleton
  - Coproduction : Holly Bario, Alan Moloney, Susan Mullen et Jonas Spaccarotelli
- Sociétés de production :
  - États-Unis : Amblin Entertainment[2], Chislehurst Entertainment Productions, Dreamworks Pictures et Vertigo Entertainment
  - Inde : Reliance Entertainment
- Sociétés de distribution : Universal Pictures (États-Unis) ; Universal Pictures Canada (Canada)
- Pays de production :  États-Unis[3],[N 1]
- Langue originale : anglais
- Format : couleur — Codex Digital (en) — 2,39:1 — son Dolby Surround 7.1
- Genre : épouvante-horreur, drame
- Durée : 94 minutes
- Dates de sortie[4] :
  - États-Unis, Québec, Inde : 24 janvier 2020[1]
  - France : 30 juin 2020 (sortie directement en VOD)[5]
- Classification[6] :
  - États-Unis : accord parental recommandé, film déconseillé aux moins de 13 ans (PG-13 - Parents Strongly Cautioned)[N 2]
  - Inde : interdit aux moins de 18 ans (contenant des scènes de violence, d'horreur ou de nudité) (A - Adult Only)
  - France : interdit aux moins de 12 ans[7],[N 3]
  - Québec : 13 ans et plus (violence) (13+ / 13 years and over)[1]

## Distribution
- Mackenzie Davis (VQ : Kim Jalabert) : Kate Mandell
- Finn Wolfhard (VQ : Louis-Julien Durso) : Miles Fairchild
- Brooklynn Prince (VQ : Elia St-Pierre) : Flora Fairchild
- Joely Richardson : Darla Mandell
- Barbara Marten (VQ : Claudine Chatel) : Mme Grose
- Mark Huberman : Bert
- Niall Greig Fulton : Peter Quint
- Denna Thomsen (VQ : Geneviève Bédard) : Mlle Jessel
- Kim Adis : Rose
- Karen Egan : Nancy
- Darlene Garr : Holly

 Source et légende : version québécoise (VQ) sur Doublage.qc.ca

## Production

### Tournage
Le tournage a lieu à Killruddery House, dans le comté de Wicklow, en Irlande, de février à avril 2018.[réf. souhaitée]

## Accueil

### Sortie
Le film est présenté en première mondiale au Festival de film de Los Angeles, le 23 janvier 2020 et distribué en salles, aux États-Unis, le 24 janvier 2020, par Universal Pictures.

### Accueil critique
Malgré toutes ces qualités, le projet ne convainc pas entièrement. Le rythme s’avère inégal, les dialogues sont par moments grossiers et on garde l’impression que le film ne va pas au bout de ses idées.
Il reçoit des critiques généralement négatives de la part des critiques et a rapporté plus de 17 millions de dollars.
Sur l'agrégateur d'avis Rotten Tomatoes, le film détient une note d'approbation de 13 % sur la base de 87 avis, avec une note moyenne de 3,69 / 10.

### Box-office
En date du 13 février 2020, il rapporte 14,5 millions de dollars aux États-Unis et au Canada, et 3 millions de dollars dans d'autres territoires, pour un total mondial de 17,5 millions de dollars.

### Nomination
- Golden Trailer Awards 2021 : meilleur spot radio / audio[12]

## Éditions en vidéo
- En France, le film The Turning est sorti en VOD le 30 juin 2020[5], puis en DVD et Blu-ray le 1er juillet 2020[13],[14].
- Au Québec, le film est sorti en DVD / Blu-ray le 21 avril 2020[8].